# Pagurapseudes laevis
Pagurapseudes laevis är en kräftdjursart som beskrevs av Menzies 1953. Pagurapseudes laevis ingår i släktet Pagurapseudes och familjen Pagurapseudidae. Inga underarter finns listade i Catalogue of Life.